# Droga wojewódzka nr 377
Droga wojewódzka nr 377 (DW377) – droga wojewódzka w północnej Polsce w województwie pomorskim i kujawsko-pomorskim przebiegająca przez teren powiatu tczewskiego i świeckiego. Droga ma długość 8 km. Łączy miasto Nowe z miejscowością Pieniążkowo.

## Przebieg drogi
Droga rozpoczyna się w mieście Nowe, gdzie odchodzi od drogi krajowej nr 91 (wcześniej nr 1). Następnie kieruje się w stronę północno-zachodnią i po 4 km dociera do skrzyżowania w miejscowości Twarda Góra. Potem droga skręca w prawo i kieruje się w stronę północno-wschodnią i po kolejnych 4 km dociera do miejscowości Pieniążkowo, gdzie ponownie dołącza się do drogi krajowej nr 91. 

## Miejscowości leżące przy trasie
- Nowe
- Twarda Góra
- Milewko
- Pieniążkowo